# Wojciech Tabor
Wojciech Tabor herbu Półkozic (ur. ok. 1453 w Taboryszkach, zm. 27 marca 1507 w Krakowie) – biskup wileński, kanonik wileński i administrator diecezji wileńskiej w latach 1491–1492, prepozyt trocki i proboszcz katedry wileńskiej, członek rady hospodarskiej Wielkiego Księstwa Litewskiego w 1492 roku.

## Życiorys
W latach 1469–1474 odbył studia w Krakowie uzyskując już w 1469 stopień bakałarza, a w roku 1474 stopień mistrza. W 1476 był już proboszczem trockim, a następnie w 1484 proboszczem oszmiańskim. Przez kapitułę obrany został biskupem wileńskim (niewątpliwie za postulacją królewską), 1 lutego 1492 pisał się elektem wileńskim i administratorem diecezji wileńskiej. Biskupstwem wileńskim rządził – prekonizowany 11 kwietnia 1492 przez papieża Innocentego VIII – aż do śmierci w 1507.
Po śmierci króla Kazimierza IV poparł wybór królewicza Aleksandra na wielkiego księcia litewskiego. Podpisał dekret elekcyjny Aleksandra Jagiellończyka na króla Polski 3 października 1501 roku. Gdy Aleksander przybył do Wilna, biskup uroczyście koronował go w katedrze. Sprowadził na Litwę Dominikanów. W 1495 udzielił ślubu wielkiemu księciu Aleksandrowi i księżniczce moskiewskiej Helenie. 24 lipca 1499 roku podpisał w Wilnie akt odnawiający unię polsko-litewską. Po śmierci króla Jana Olbrachta w 1501 czynił starania, aby Aleksander został królem Polski. Był sygnatariuszem unii piotrkowsko-mielnickiej 1501 roku. Na sejmie w Radomiu w 1505 wygłosił przemówienie w którym sprzeciwił się decyzji króla, który za namową Michała Glińskiego miał odebrać Krzysztofowi Illiniczowi starostwo lidzkie i przyznać je następnie Andrzejowi Droździe (wbrew zwyczajowemu prawu litewskiemu). Podpisał konstytucję Nihil novi na sejmie w Radomiu w 1505 roku. Rok później, gdy król zachorował, miał być obecny w czasie jego choroby, udzielać mu sakramentów, a po śmierci króla pogrzebać go w katedrze wileńskiej 21 sierpnia 1506. Po śmierci Aleksandra Jagiellończyka nałożył koronę wielkiego księcia jego bratu Zygmuntowi I. Według Wincentego Przyałgowskiego zmarł 28 kwietnia 1507.
Pochowany w katedrze Św. Stanisława i Św. Władysława w Wilnie.